# Ocotea loefgrenii
Ocotea loefgrenii är en lagerväxtart som beskrevs av Vattimo. Ocotea loefgrenii ingår i släktet Ocotea och familjen lagerväxter. Inga underarter finns listade i Catalogue of Life.